# José da Cruz Policarpo
José da Cruz kardinál Policarpo (26. února 1936 Alvorinha – 12. března 2014, Lisabon) byl portugalský římskokatolický kněz, patriarcha lisabonský, kardinál.

## Život
Kněžské svěcení přijal 15. srpna 1961. Na Papežské univerzitě Gregoriana obhájil doktorát z dogmatické teologie. V letech 1970 až 1997 plnil funkci rektora semináře v Olivais, přednášel také na teologické fakultě Portugalské Katolické univerzity (v letech 1989 až 1996 zde byl rektorem).
Dne 26. května 1978 byl jmenovaný pomocným biskupem lisabonského patriarchátu, biskupské svěcení přijal 29. června téhož roku, světitelem byl lisabonský patriarcha kardinál Antonio Ribeiro. Od března 1997 byl arcibiskupem-koadjutorem Lisabonského patriarchátu. Po smrti kardinála Ribeiry se stal 24. března 1998 16. patriarchou Lisabonského patriarchátu. Při konzistoři v lednu 2001 ho papež Jan Pavel II. jmenoval kardinálem. Zemřel 12. března 2014 v Lisabonu na aneuryzmu aorty.